# Heliophanus
Heliophanus je rod pavouků z čeledi skákavkovití, který zahrnuje téměř 170 druhů. Skákavky rodu Heliophanus, stejně jako většina dalších skákavek neloví pomocí sítě. Místo toho se spoléhají na svůj vynikající zrak, díky kterému dokážou zaměřit kořist na vzdálenost až 25 centimetrů.

## Popis
Jedná se o značně homogenní rod. Druhy jsou malé (3–7 mm) s oválnou hlavohrudí a uprostřed nejširším zadečkem. Samice jsou obvykle větší než samci a mají širší zadeček, široký přibližně stejně jako hlavohruď. Většina druhů je bez kresby, jindy je kresba omezena na bílé lemování, nebo příčné proužky a skvrnky. Samice mají kontrastně žlutá makadla, u některých druhů také nohy. Makadla samců jsou tmavá.

## Rozšíření
Většina druhů rodu se vyskytuje v Africe, další jsou rozšířeny v Evropě, Asii a Austrálii. V České republice se vyskytuje 10 druhů tohoto rodu. Skákavka pouzdřanská (Heliophanus pouzdranensis), která je známa pouze z několika jihomoravských a slovenských stepí, je někdy uváděna jako synonymum ke druhu Heliophanus lineiventris.

## Druhy
- Heliophanus abditus Wesołowska, 1986 – Sýrie
- Heliophanus aberdarensis Wesołowska, 1986 – Keňa
- Heliophanus activus (Blackwall, 1877) – Seychely
- Heliophanus acutissimus Wesołowska, 1986 – Alžírsko
- Heliophanus aeneus (Hahn, 1832) – skákavka bronzová – palearktická oblast
- Heliophanus aethiopicus Wesołowska, 2003 – Etiopie
- Heliophanus africanus Wesołowska, 1986 – Jižní Afrika
- Heliophanus agricola Wesołowska, 1986 – Alžírsko, Španělsko
- Heliophanus agricoloides Wunderlich, 1987 – Kanárské ostrovy
- Heliophanus alienus Wesołowska, 1986 – Kamerun
- Heliophanus anymphos Wesołowska, 2003 – Keňa
- Heliophanus apiatus Simon, 1868 – Španělsko, Itálie
- Heliophanus auratus C. L. Koch, 1835 – skákavka zlatavá – palearktická oblast
- Heliophanus aviculus Berland & Millot, 1941 – Střední a západní Afrika
- Heliophanus baicalensis Kulczynski, 1895 – Rusko, Mongolsko, Čína
- Heliophanus bellus Wesołowska, 1986 – Jižní Afrika
- Heliophanus berlandi Lawrence, 1937 – Jižní Afrika
- Heliophanus bisulcus Wesołowska, 1986 – Jižní Afrika
- Heliophanus bolensis Wesołowska, 2003 – Etiopie
- Heliophanus brevis Wesołowska, 2003 – Etiopie
- Heliophanus butemboensis Wesołowska, 1986 – Kongo, Rwanda
- Heliophanus camtschadalicus Kulczynski, 1885 – Švédsko, Rusko
- Heliophanus canariensis Wesołowska, 1986 – Kanárské ostrovy
- Heliophanus capensis Wesołowska, 1986 – Jižní Afrika
- Heliophanus capicola Simon, 1901 – Jižní Afrika
- Heliophanus cassinicola Simon, 1909 – západní, střední a východní Afrika
- Heliophanus charlesi Wesołowska, 2003 – Jižní Afrika
- Heliophanus chikangawanus Wesołowska, 1986 – Angola, Malawi
- Heliophanus chovdensis Prószynski, 1982 – Kazachstán až Mongolsko
- Heliophanus claviger Simon, 1901 – Jižní Afrika
- Heliophanus comorensis Dierkens, 2012 – Komorské ostrovy, Mayotte
- Heliophanus congolensis Giltay, 1935 – Kongo
- Heliophanus conspicuus Wesołowska, 1986 – Alžírsko
- Heliophanus creticus Giltay, 1932 – Kréta
- Heliophanus crudeni Lessert, 1925 – Tanzanie
- Heliophanus cupreus (Walckenaer, 1802) – skákavka měděná – palearktická oblast
- Heliophanus curvidens (O. P-Cambridge, 1872) – Izrael až Čína
- Heliophanus cuspidatus Xiao, 2000 – Čína
- skákavka rašelinná Heliophanus dampfi Schenkel, 1923 – Evropa, Rusko
- Heliophanus deamatus Peckham & Peckham, 1903 – střední a jižní Afrika
- Heliophanus debilis Simon, 1901 – střední, východní a jižní Afrika
- Heliophanus decempunctatus (Caporiacco, 1941) – Etiopie
- Heliophanus decoratus L. Koch, 1875 – Severní Afrika, Izrael
- Heliophanus deformis Wesołowska, 1986 – Angola
- Heliophanus demonstrativus Wesołowska, 1986 – Východní a jižní Afrika
- Heliophanus deserticola Simon, 1901 – Jižní Afrika
- Heliophanus designatus (Peckham & Peckham, 1903) – Jižní Afrika
- Heliophanus difficilis Wesołowska, 1986 – Kongo
- Heliophanus dubius C. L. Koch, 1835 – skákavka lesklá – palearktická oblast
- Heliophanus dunini Rakov & Logunov, 1997 – Ázerbájdžán, Kazachstnán
- Heliophanus dux Wesołowska & van Harten, 1994 – Jemen
- Heliophanus edentulus Simon, 1871 – Středomoří
- Heliophanus encifer Simon, 1871 – Středomoří
- Heliophanus equester L. Koch, 1867 – Itálie až Ázerbájdžán
- Heliophanus erythropleurus Kulczynski, 1901 – Etiopie
- Heliophanus eucharis Simon, 1887 – Pobřeží slonoviny
- Heliophanus excentricus Ledoux, 2007 – Komorské ostrovy, Mayotte, Réunion
- Heliophanus falcatus Wesołowska, 1986 – Kongo, Angola
- Heliophanus fascinatus Wesołowska, 1986 – Súdán až Botswana
- Heliophanus feltoni Logunov, 2009 – Turecko
- Heliophanus flavipes (Hahn, 1832) – skákavka žlutonohá – palearktická oblast
- Heliophanus forcipifer Kulczynski, 1895 – Centrální Asie
- Heliophanus fuerteventurae Schmidt & Krause, 1996 – Kanárské ostrovy
- Heliophanus furvus Wesołowska & Haddad, 2014 – Lesotho
- Heliophanus giltayi Lessert, 1933 – Keňa až Angola
- Heliophanus gladiator Wesołowska, 1986 – Keňa, Malawi
- Heliophanus glaucus Bösenberg & Lenz, 1895 – Egypt, Libye
- Heliophanus gloriosus Wesołowska, 1986 – Angola, Botswana
- Heliophanus gramineus Wesołowska & Haddad, 2013 – Jižní Afrika
- Heliophanus hamifer Simon, 1886 – Mosambik, Zimbabwe, Madagaskar, Seychely
- Heliophanus harpago Simon, 1910 – střední a západní Afrika
- Heliophanus hastatus Wesołowska, 1986 – Jižní Afrika
- Heliophanus haymozi Logunov, 2015 – Portugalsko, Španělsko
- Heliophanus heurtaultae Rollard & Wesołowska, 2002 – Guinea
- Heliophanus horrifer Wesołowska, 1986 – Jižní Afrika
- Heliophanus ibericus Wesołowska, 1986 – Španělsko
- Heliophanus imerinensis Simon, 1901 – Madagaskar
- Heliophanus imperator Wesołowska, 1986 – Keňa, Malawi
- Heliophanus improcerus Wesołowska, 1986 – Kongo
- Heliophanus infaustus Peckham & Peckham, 1903 – východní Afrika, Zimbabwe
- Heliophanus innominatus Wesołowska, 1986 – Madagaskar
- Heliophanus insperatus Wesołowska, 1986 – Angola, Zimbabwe, Jihoafrická republika
- Heliophanus inversus Barrientos & Febrer, 2018 – Španělsko Menorca
- Heliophanus iranus Wesołowska, 1986 – Írán
- Heliophanus jacksoni Wesołowska, 2011 – Keňa
- Heliophanus japonicus Kishida, 1910 – Japonsko
- Heliophanus kankanensis Berland & Millot, 1941 – střední a západní Afrika
- Heliophanus kenyaensis Wesołowska, 1986 – střední Africa
- Heliophanus kilimanjaroensis Wesołowska, 1986 – Tanzanie
- Heliophanus kittenbergeri (Caporiacco, 1947) – Tanzanie
- Heliophanus kochii Simon, 1868 – palearktická oblast
- Heliophanus koktas Logunov, 1992 – Kazachstán
- Heliophanus konradthaleri Logunov, 2009 – Turecko
- Heliophanus kovacsi Wesołowska, 2003 – Etiopie
- Heliophanus lawrencei Wesołowska, 1986 – Kongo, Angola
- Heliophanus lesserti Wesołowska, 1986 – střední a jižní Africa
- Heliophanus leucopes Wesołowska, 2003 – Etiopie
- Heliophanus lineiventris Simon, 1868 – skákavka linková – palearktická oblast
- Heliophanus macentensis Berland & Millot, 1941 – Pobřeží slonoviny až Keňa
- Heliophanus machaerodus Simon, 1909 – severní Afrika
- Heliophanus maculatus Karsch, 1878 – Nový Jižní Wales
- Heliophanus malus Wesołowska, 1986 – Syrie, Izrael
- Heliophanus maluti Wesołowska & Haddad, 2014 – Lesoto
- Heliophanus maralal Wesołowska, 2003 – Keňa
- Heliophanus marshalli Peckham & Peckham, 1903 – jižní Africa
- Heliophanus mauricianus Simon, 1901 – Mauricius, Réunion
- Heliophanus mediocinctus Kulczyński, 1898 – Rakousko
- Heliophanus megae Wesołowska, 2003 – Zimbabwe
- Heliophanus melinus L. Koch, 1867 – palearktická oblast
- Heliophanus menemeriformis Strand, 1907 – Tanzanie
- Heliophanus minor Dawidowicz & Wesołowska, 2016 – Keňa
- Heliophanus minutissimus (Caporiacco, 1941) – Etiopie
- Heliophanus mirabilis Wesołowska, 1986 – jižní Africa
- Heliophanus modicus Peckham & Peckham, 1903 – jižní Africa, Madagaskar
- Heliophanus montanus Wesołowska, 2006 – Namibie
- Heliophanus mordax (O. P.-Cambridge, 1872) – Řecko až Střední Asie
- Heliophanus mucronatus Simon, 1901 – Madagaskar
- Heliophanus nanus Wesołowska, 2003 – Jižní Afrika
- Heliophanus ndumoensis Wesołowska & Haddad, 2013 – Jižní Afrika
- Heliophanus nobilis Wesołowska, 1986 – Kongo
- Heliophanus ochrichelis Strand, 1907 – Tanzanie
- Heliophanus orchesta Simon, 1886 – Střední a Jižní Afrika, Madagaskar
- Heliophanus papyri Wesołowska, 2003 – Etiopie
- Heliophanus parvus Wesołowska & van Harten, 1994 – Sokotra
- Heliophanus patagiatus Thorell, 1875 – skákavka kovová – palearktická oblast
- Heliophanus patellaris Simon, 1901 – Jižní Afrika
- Heliophanus paulus Wesołowska, 1986 – Botswana
- Heliophanus pauper Wesołowska, 1986 – Etiopie, Zambie, Keňa, Zimbabwe
- Heliophanus peckhami Simon, 1902 – Jižní Afrika
- Heliophanus pistaciae Wesołowska, 2003 – Zimbabwe, Jižní Afrika
- Heliophanus portentosus Wesołowska, 1986 – Jižní Afrika
- Heliophanus potanini Schenkel, 1963 – Afghánistán, Střední Asie, Mongolsko, Čína
- Heliophanus pouzdranensis Miller, 1958 – skákavka pouzdřanská – Česko, Slovensko
- Heliophanus pratti Peckham & Peckham, 1903 – Namibie, Jižní Afrika
- Heliophanus proszynskii Wesołowska, 2003 – Jižní Afrika
- Heliophanus pygmaeus Wesołowska & Russell-Smith, 2000 – Senegal, Tanzanie, Zimbabwe
- Heliophanus ramosus Wesołowska, 1986 – Alžířsko, Španělsko
- Heliophanus redimitus Simon, 1910 – Jižní Afrika
- Heliophanus robustus Berland & Millot, 1941 – Pobřeží slonoviny, Kongo
- Heliophanus rufithorax Simon, 1868 – Jižní Evropat až Střední Asie
- Heliophanus rutrosus Wesołowska, 2003 – Etiopie
- Heliophanus saudis Prószynski, 1989 – Saúdská Arábie, Jemen
- Heliophanus semirasus Lawrence, 1928 – Namibie
- Heliophanus similior Ledoux, 2007 – Réunion
- Heliophanus simplex Simon, 1868 – skákavka prostá – palearktická oblast
- Heliophanus sinaicus Logunov, 2015 – Egypt
- Heliophanus sororius Wesołowska, 2003 – Jižní Afrika
- Heliophanus splendidus Wesołowska, 2003 – Kongo
- Heliophanus stylifer Simon, 1878 – Maroko, Alžírsko
- Heliophanus tenuitas Wesołowska, 2011 – Zimbabwe
- Heliophanus termitophagus Wesołowska & Haddad, 2002 – Jižní Afrika
- Heliophanus thaleri Wesołowska, 2009 – Jižní Afrika
- Heliophanus transvaalicus Simon, 1901 – Jižní Afrika
- Heliophanus transversus Wesołowska & Haddad, 2014 – Lesoto
- Heliophanus trepidus Simon, 1910 – Angola, Botswana, Namibie, Jihoafrická republika
- Heliophanus tribulosus Simon, 1868 – Evropa až Kazachstán
- Heliophanus tristis Wesołowska, 2003 – Etiopie
- Heliophanus turanicus Charitonov, 1969 – Střední Asie
- Heliophanus undecimmaculatus Caporiacco, 1941 – Východní Afrika
- Heliophanus ussuricus Kulczynski, 1895 – Rusko, Mongolsko, Čína, Korea, Japonsko
- Heliophanus uvirensis Wesołowska, 1986 – Kongo
- Heliophanus validus Wesołowska, 1986 – Keňa
- Heliophanus variabilis (Vinson, 1863) – Réunion
- Heliophanus verus Wesołowska, 1986 – Írán, Ázerbájdžán
- Heliophanus wesolowskae Rakov & Logunov, 1997 – Střední Asie
- Heliophanus wulingensis Peng & Xie, 1996 – Čína
- Heliophanus xanthopes Wesołowska, 2003 – Etiopie
- Heliophanus xerxesi Logunov, 2009 – Írán

## Galerie

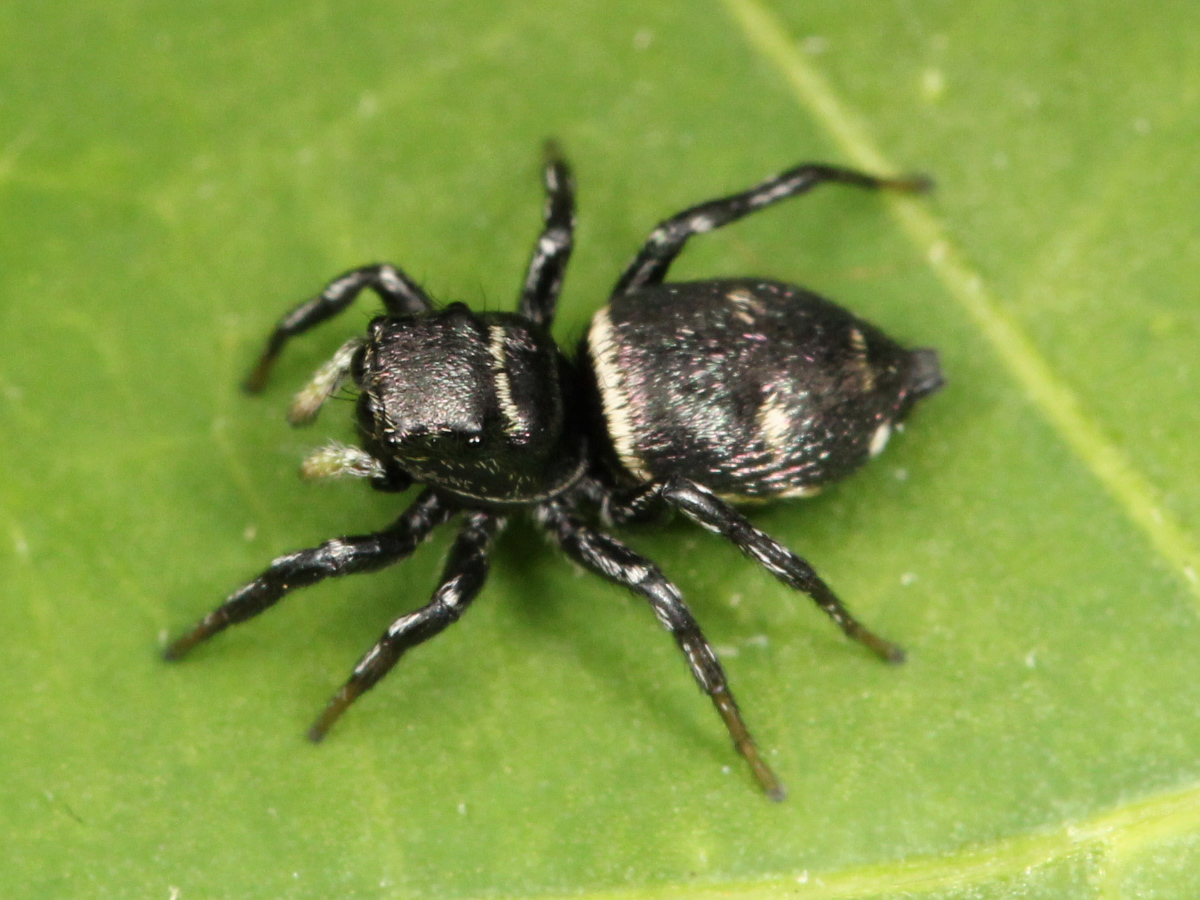
Heliophanus capensis
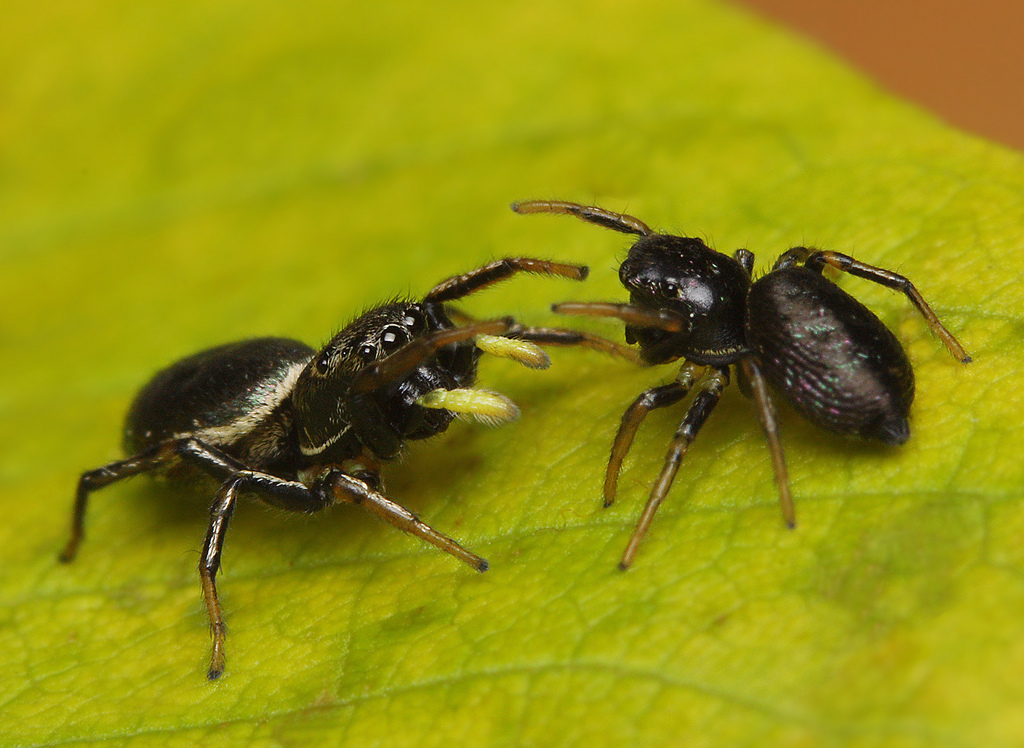
Setkání dvou skákavek rodu Heliophanus
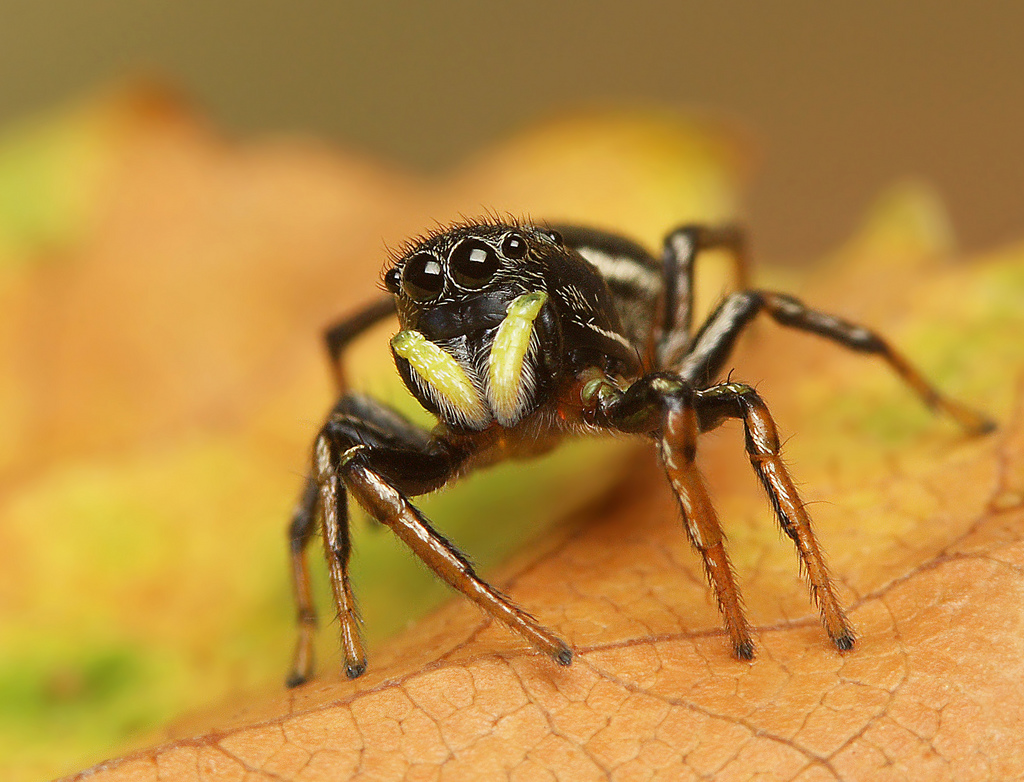
Čelní pohled na skákavku rodu Heliophanus
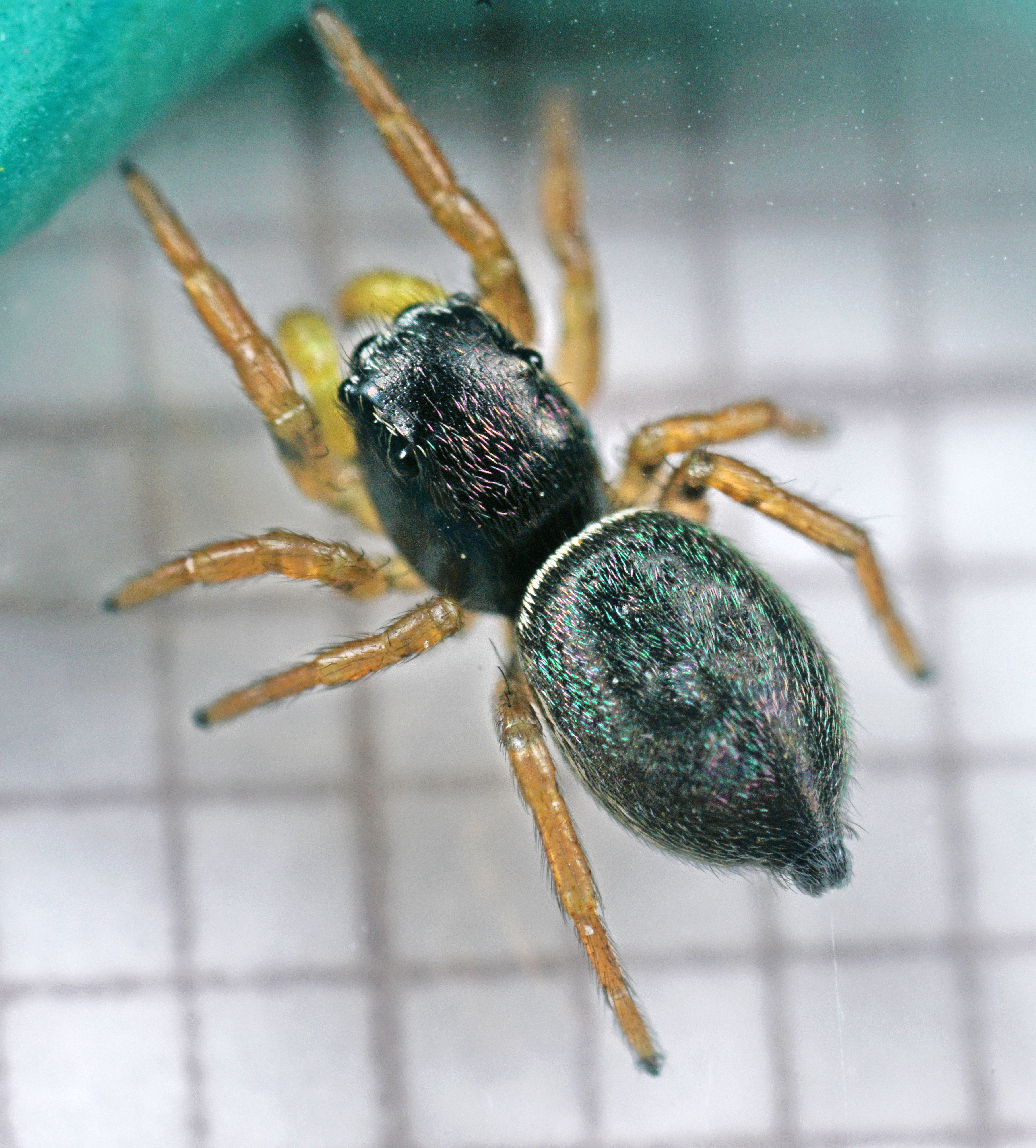
Skákavka žlutonohá
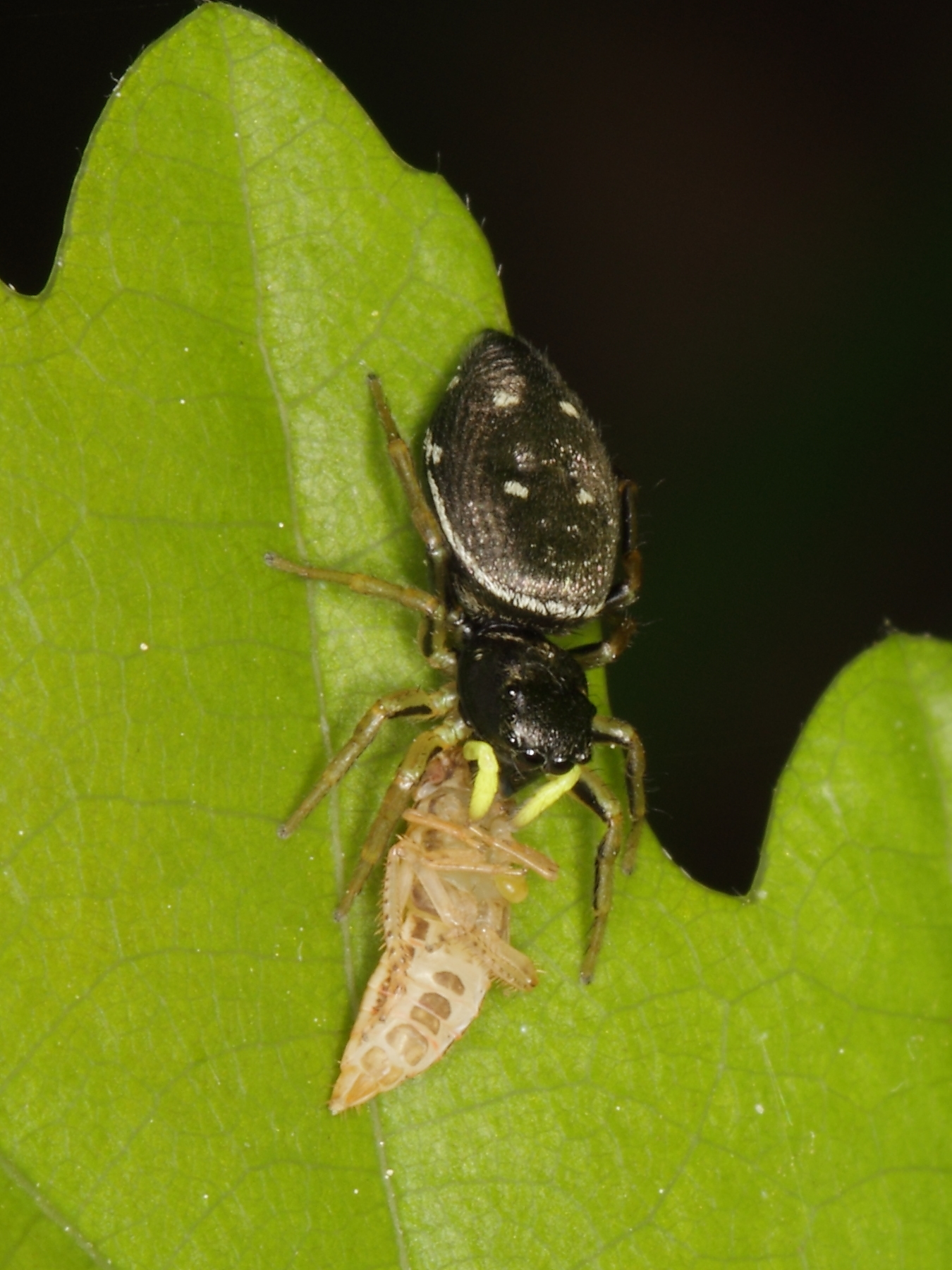
Samice skákavky měděné s kořistí
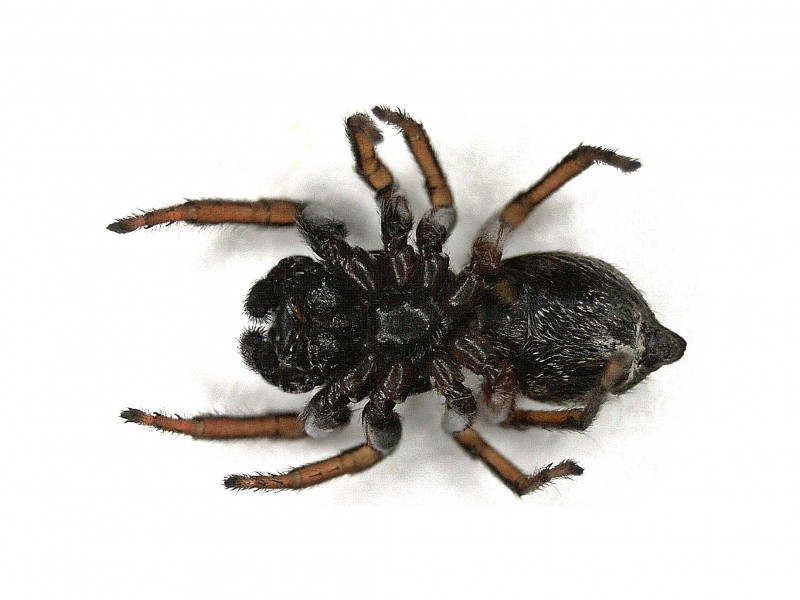
Skákavka rodu Heliophanus zespodu
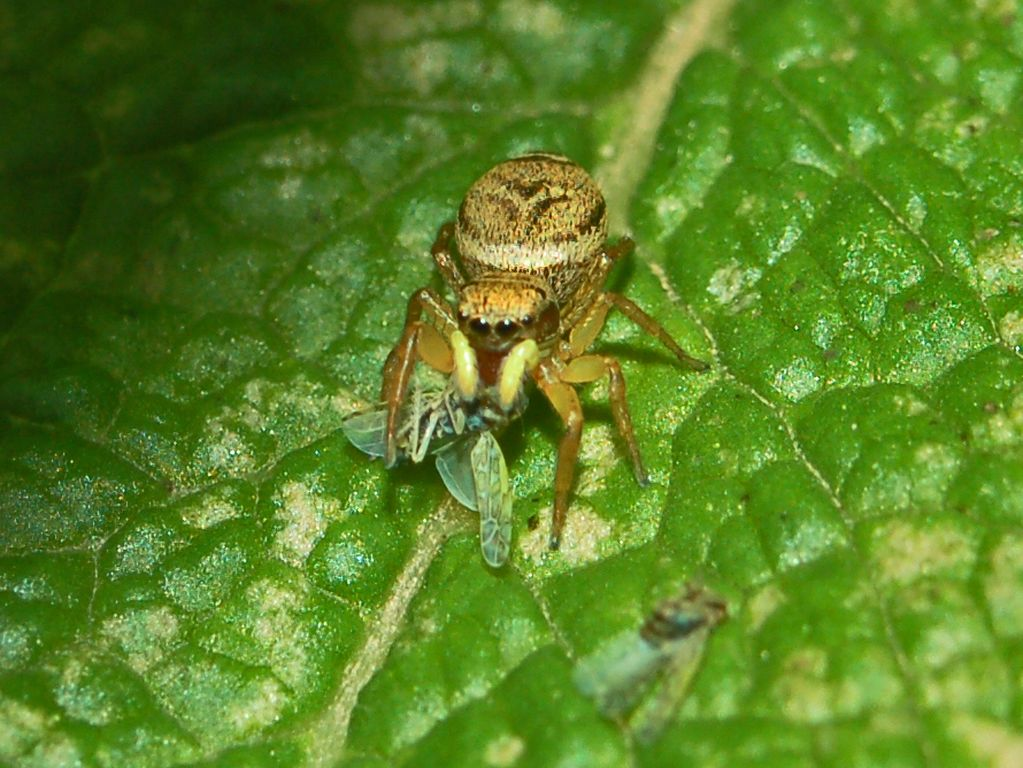
Heliophanus tribulosus s kořistí